# 日本黑螯虾
日本黑螯蝦（學名：Cambaroides japonicus）是擬螯蝦屬下的一種螯蝦，原產於日本北部。它是一種小型螯蝦，體長一般在50–60mm，甲殼呈灰色。由於受到來自美國的入侵物種信號小龍蝦的威脅，日本環境省將其列為易危物種。